# Armatus bicarinatus
Armatus bicarinatus is een slakkensoort uit de familie van de Turritellidae. De wetenschappelijke naam van de soort is voor het eerst geldig gepubliceerd in 1986 door Golikov.